# Inga chinacotana
Inga chinacotana är en ärtväxtart som beskrevs av Nathaniel Lord Britton och Ellsworth Paine Killip. Inga chinacotana ingår i släktet Inga och familjen ärtväxter. Inga underarter finns listade i Catalogue of Life.